# LonTalk
LonTalk — созданный компанией Echelon Corporation протокол, оптимизированный под задачи мониторинга и управления для сетевых устройств, взаимодействующих через различные среды коммуникации такие, как витая пара, линии электропитания, оптоволокно, и беспроводные радиочастотные. Протокол активно используется для задач автоматизации различных функций в промышленном управлении, домашней автоматизации, транспорте и грузоперевозках, а также в системах автоматизации зданий таких, как системы управления освещением и системы отопления/вентиляции/кондиционирования, системы интеллектуального здания.
LonTalk является частью технологической платформы LonWorks.
Базовая спецификация LonTalk определена стандартом ANSI ANSI/CEA 709.1. Протокол LonTalk был ратифицирован органами стандартизации в следующих отраслях и регионах:
- ANSI 709.1 — Сеть управления (США)
- EN 14908 — Управление в здании (ЕС)
- GB/Z 20177.1-2006 — Сеть управления и управление в здании (Китай)
- IEEE 1473-L — Управление в поездах (США)
- SEMI E54 — Датчики и исполнительные устройства оборудования производства полупроводниковой техники (США)
- IFSF — Международный стандарт для розничных заправочных станций

Наряду с этим, протокол LonTalk был признан международным органом по стандартизации:
- ISO/IEC 14908-1 — Коммуникационный протокол
- ISO/IEC 14908-2 — Коммуникация по витой паре
- ISO/IEC 14908-3 — Коммуникация по линии электропитания
- ISO/IEC 14908-4 — IP туннелирование протокола

Протокол доступен только через организации официального распространения каждого регионального органа стандартизации или в виде микропроцессоров, производимых компаниями, портировавшими стандарт в соответствующие чипы.